# HMS Eagle (R05)
HMS Eagle byla letadlovou lodí britského královského námořnictva třídy Audacious. Sloužila v letech 1951-1972. Spolu se svou sesterskou lodí HMS Ark Royal jsou to dosud největší britské letadlové lodě, jaké kdy byly postaveny. 
Původně měla být jednou ze čtyř letadlových lodí třídy Audacious. Stavba byla zahájena 24. října 1942 v loděnici Harland & Wolff v Belfastu. S výstavbou těchto lodí se tedy započalo už během druhé světové války. Nicméně výstavba dvou lodí byla po konci války zrušena a výstavba zbylých dvou byla pozastavena. Prvotně pojmenovaná Audacious byla přejmenovaná na Eagle, přičemž převzala jméno od zrušené třetí lodi 21. ledna 1946. Byla to patnáctá loď Royal Navy, která nesla toto jméno. Na vodu byla spuštěna za přítomnosti princezny Alžběty 19. března 1946. 
Do projektu byla začleněna řada změn poté, co už byla Eagle spuštěna na vodu, kvůli vybudování úhlové letové paluby. Loď vstoupila do služby v říjnu roku 1951. O rok později už se zúčastnila námořního cvičení sil NATO.
Její první válečné nasazení nastalo v roce 1956, kdy se účastnila bojů při Suezské krizi.
Ze služby byla loď vyřazena v roce 1972. Nicméně do roku 1976 působila v rezervě. Roku 1978 byla sešrotována.